# 야세네보역
야세네보역(러시아어: Ясенево)은 모스크바 지하철 칼루시스코 리시스카야 선의 역이다. 1990년 1월 17일에 개장하였다.

## 같이 보기
- (러시아어) 야세네보 역 설명
- (러시아어) metro.ru
- (러시아어) news.metro.ru
- (러시아어) metrowalks.com/ru